# Arsinoitherium
Arsinoitherium je izumrli sisavac biljojed, veličine vrlo velikog nosoroga, koji je živio u područjima tropskih šuma i močvarama, pretežno u Africi. Procjenjuje se da je Arsinoitherium živio tijekom kasnog eocena i ranog oligocena u razdoblju od prije 30 do 36 milijuna godina.
Posjedovao je dva ogromna roga na glavi. Druga dva roga, mnogo manja i zaobljenija, bila su smještena iznad očiju i prekrivena kožom, kao kod žirafe. Iako po veličini i rogovima pomalo podsjeća na nosoroga, nema nikakvog srodstva s njim.
Nijedna druga vrsta nije potekla od njega, odnosno s njegovim izumiranjem ugasila se ta grana u evoluciji.

## Klasifikacija
Vrste:
- Arsinoitherium andrewsii - Egipat
- Arsinoitherium giganteum - Etiopija
- Arsinoitherium zitteli - Egipat, Libija, Angola, Oman

## Vanjske poveznice
- Novi fosili iz Etiopije otvaraju prozor ka „nedostajućim godinama“ Afrike  Arhivirana inačica izvorne stranice od 6. listopada 2008. (Wayback Machine)
- Činjenice o arsinoiterijumu na BBC Science & Nature: Prehistoric Life